# Scaptius
Scaptius is een geslacht van vlinders van de familie spinneruilen (Erebidae), uit de onderfamilie Arctiinae.

## Soorten
- S. asteroides Schaus, 1905
- S. chrysopera Schaus, 1905
- S. chrysoperina Gaede, 1928
- S. ditissima Walker, 1855
- S. ignivena Joicey & Talbot, 1917
- S. neritosia Jones, 1908
- S. obscurata Schaus, 1920
- S. prumaloides Rothschild, 1909
- S. pseudoprumala Rothschild, 1935
- S. sanguistrigata Dognin, 1910
- S. sordida Rothschild, 1909
- S. submarginalis Rothschild, 1909
- S. vinasia Schaus, 1910